# Most w Krzeszowie
Most w Krzeszowie – drogowy most stalowy zespolony przez San w Krzeszowie, w ciągu drogi wojewódzkiej nr 863.

## Historia
Obecna konstrukcja wybudowana w grudniu 1992, po blisko 2,5-letnim okresie budowy. W XIX w. był mostem z zadaszeniem dla pieszych. W 1940 był mostem drewnianym. W 1972 wybudowano kolejną konstrukcję, z której niektóre elementy wykorzystano przy obecnym moście. Przez pewien czas funkcjonował most pontonowy.